# Насруддин (султан Брунея)
Насруддин ибн Бесар Абдаллах (малайск. Nasruddin ibn Besar Abdallah; ум. 1710) — султан Брунея, правивший в 1690—1710 годах.

## Биография
Был сыном принца Бесара Абдаллы, старшего из сыновей султана Абдул Джалилула Акбара.
В 1690 году после смерти дяди султана Мухиддина провозгласил себя новым султаном Брунея. Его восшествие на престол вызвало недовольство одного из его родственников Пенгирана Муда Бесара Мухаммада Шамсуддина. Во время его правления была налажена торговля с Манилой, главным городом Испанской Ост-Индии.
При дворе султана Насруддина служил в качестве доверенного советника Раджа Умар бин Бандахара Харун, более известный как Дато Годам.
Скончался в 1710 году, не оставив сыновей; ему наследовал двоюродный брат Хуссин Камалуддин.